# Sabadão com Celso Portiolli
Sabadão com Celso Portiolli foi um programa de auditório brasileiro produzido e exibido pelo SBT. O programa teve sua estreia no dia 29 de agosto de 2015 e, na ocasião, substituiu o horário ocupado pela sessão de filmes Cine Família. A versão original do programa foi exibida pela emissora na década de 90 até meados da década de 2000, sendo apresentado por Gugu Liberato. O programa foi cancelado pela emissora e teve sua última exibição feita em 18 de fevereiro de 2017.

## Antecedentes
Em julho de 2015, o SBT e a The Walt Disney Company firmaram um acordo para exibição de conteúdos da produtora americana por duas horas diárias, incluindo os domingos. Nesse dia, os conteúdos da Disney são exibidos no horário de 11 horas da manhã até 13 horas, que anteriormente era ocupado pelo Domingo Legal. Para compensar a perda, o apresentador Celso Portiolli ganhou um novo programa aos sábados, na faixa das 22h30.

## História
Os primeiros teasers do programa foram exibidos em 23 de agosto de 2015, dentro do programa Domingo Legal. A primeira exibição do programa ocorreu em 29 de agosto de 2015, e contou com os cantores Zezé Di Camargo & Luciano, Munhoz & Mariano e o humorista Pedro Manso.

### Cancelamento do programa
Em 7 de dezembro de 2016, foi anunciado o fim do programa, junto com o Domingo Legal. O último programa inédito foi ao ar em 31 de dezembro como parte da programação especial de fim de ano do SBT. Em janeiro de 2017, a emissora renova com Raul Gil e volta atrás na extinção do programa.
Porém, após inicialmente manter a programação como estava com a renovação de contrato com Raul, a direção do SBT decidiu cancelar o programa, fazendo com que Celso Portiolli apresente apenas o Domingo Legal, que não terá acréscimo em sua duração com o cancelamento do Sabadão. É esperado que o horário do programa seja ocupado pela volta do Show do Milhão e pelo Roda a Roda, sendo que cada um desses games shows irá receber como competidores mirins, que devem ter até 12 anos de idade. O programa teve sua última exibição em 18 de fevereiro de 2017. 12 pessoas da equipe do programa foram demitidas após o seu cancelamento.

### Reprise
Foi reprisado nos dias 11 e 18 de julho de 2020 na faixa das 18h45 em formato de compacto no SBT. A reprise tem como objetivo levantar o baixo IBOPE da emissora nos sábados, já que o Programa Raul Gil vem registrando uma audiência baixa nessa faixa de horário. Devido ao resultado final não ser alcançado, o programa foi substituído pela série mexicana Milagres de Nossa Senhora.

## Audiência
O primeiro programa marcou 6,2 pontos no IBOPE da Grande São Paulo, 12,3% de share e 8 pontos de pico. Índice 22% superior ao registrado na mesma faixa horária da semana anterior, dia 22/08, quando marcou 5,1 pontos de média. ficando em terceiro lugar. 
•	Em 05 de setembro de 2015, o Sabadão marcou marcou 5,4 pontos, 0,8 a menos do que na estreia pontos e ocupou a terceira colocação no ranking.
•	Em 12 de setembro de 2015, o Sabadão com Celso Portiolli alcançou ótimos índices de audiência. A nova atração do SBT, de acordo com dados prévios, marcou 8 pontos de média. No horário entre 22h40 e 00h51, a Globo liderou com 10 pontos. A Record, com parte do Programa da Sabrina e Legendários, também registrou 8 pontos. 
•	Em 19 de setembro de 2015, o Sabadão marcou 5.5 pontos e ocupou a terceira colocação no ranking.
•	Em 26 de Setembro de 2015, o Sabadão reage e marca 6,4 pontos contra 6,8 do Legendários ocupou a terceira colocação no ranking.
•	Em 03 de outubro de 2015, o Sabadão cresce em dois décimos na audiência e marca 6.6 conta 7,2 da concorrente ocupou a terceira colocação no ranking.
•	Em 10 de outubro de 2015, O Sabadão Reage Novamente e Alcança a vice-liderança e marca 5.9 contra 5.6 da Concorrente no Horário.
•	Em 17 de Outubro de 2015, o Sabadão marcou 6.3 pontos e ocupou a terceira colocação no ranking.
•	Em 31 de Outubro de 2015, o Sabadão marcou 5,6 pontos e ocupou a terceira colocação no ranking.
•	Em 07 de novembro de 2015, O Sabadão marcou  6.1 pontos, chegando a picos de 7.3 pontos na Grande São Paulo. No mesmo horário, a emissora dos bispos, que exibia o reality rural “A Fazenda” e o programa de Marcos Mion, o “Legendários”, ficou na vice liderança com 8.5 pontos de média.
•	Em 14 de novembro de 2015, O Sabadão marcou 7,2 pontos de média contra 6,9 da Rede Record, ficando na vice-liderança.
•	Em 21 de novembro de 2015, O Sabadão marcou 7.3 pontos contra 7,0 da Rede Record, ficando na vice-liderança.
•	Em 28 de novembro de 2015, O Sabadão marcou 6,3 pontos contra 6,4 da Rede Record, empatando na vice-liderança.
•	Em 05 de dezembro de 2015, O Sabadão marcou 7.0 pontos contra 7.2 da Rede Record, ocupou a terceira colocação no ranking.
•	Em 12 de dezembro de 2015, O Sabadão marcou 6.6 pontos contra 6.0 da Rede Record, ficando na vice-liderança.
•	Em 19 de dezembro de 2015, O Sabadão marcou 6.2 pontos contra 7.2 da Rede Record, ocupou a terceira colocação no ranking.
•	Em 26 de dezembro de 2015, O Sabadão marcou 7,2 pontos contra 8,1 da Rede Record, ocupou a terceira colocação no ranking.
•	Em 02 de Janeiro de 2016, O Sabadão marcou 7,1 pontos contra 6,9 da Rede Record, ficando na vice-liderança.
•	Em 09 de janeiro de 2016, O Sabadão  marcou 7,1 pontos contra 6,7 da Rede Record, ficando na vice-liderança.
•	Em 16 de janeiro de 2016, O Sabadão marcou 6.7 pontos contra 7.7 da Rede Record, Ficando Em Terceiro Lugar
•	Em 23 de janeiro de 2016, O Sabadão, marcou 7.7 pontos contra 5.8 da Rede Record, ficando na vice-liderança.
•	Em 30 de janeiro de 2016, O Sabadão marcou 7,1 pontos contra 6,3 da Rede Record, ficando na vice-liderança.
•	Em 13 de fevereiro de 2016, O Sabadão marcou 6,0 pontos contra 6,6 da Rede Record, Ficando Em Terceiro Lugar.
•	Em 20 de fevereiro de 2016, O Sabadão marcou 7.0 pontos contra 6.6 da Rede Record, ficando na vice-liderança.
•	Em 27 de fevereiro de 2016, O Sabadão marcou marcou 6.5 pontos 8.0 de pico e 13,5% e share, contra 6.3 da Record. Ficando na vice-liderança.
•	Em 05 de março de 2016, O Sabadão marcou 6,3 pontos contra 6,6 da Rede Record, Ficando Em Terceiro Lugar.
•	Em 12 de março de 2016, O Sabadão marcou 5.1 pontos contra 7.3 da Rede Record, Ficando Em Terceiro Lugar.
•	Em 19 de março de 2016, O Sabadão marcou 6.3 pontos contra 6.2 da Rede Record, Empatando na Vice Liderança.
•	Em 26 de março de 2016, O Sabadão marcou  5.9 pontos contra 7,7 da Rede Record, Ficando Em Terceiro Lugar.
•	Em 02 de abril de 2016, O Sabadão marcou 5.7 pontos contra 7.9 da Rede Record, Ficando Em Terceiro Lugar.
•	Em 09 de abril de 2016, O Sabadão marcou 6,2 pontos contra 7.2 da Rede Record, Ficando Em Terceiro Lugar.
•	Em 16 de abril de 2016, O Sabadão marcou 5,6 pontos contra 7,4 da Rede Record, Ficando Em Terceiro Lugar.
•	Em 23 de abril de 2016, O Sabadão marcou 6,4 pontos contra 6,5 da Rede Record, Empatando na Vice Liderança.
•	Em 30 abril de 2016, O Sabadão marcou, 6.2 pontos contra 7.6 da Rede Record, Ficando Em Terceiro Lugar.
•	Em 07 de maio de 2016, O Sabadão marcou 6.6 pontos contra 7.5 da Rede Record, Ficando Em Terceiro Lugar.
•	Em 14 de maio de 2016, O Sabadão marcou 6.5 pontos contra 5.7 da Rede Record, ficando na vice-liderança.
•	Em 21 de maio de 2016, O Sabadão marcou 7.8 pontos contra 6.6 da Rede Record, ficando na vice-liderança.
•	Em 28 de maio de 2016, O Sabadão marcou 8.0 pontos contra 7.5 da Rede Record, ficando na vice-liderança.
•	Em 04 de junho de 2016, O Sabadão marcou 6.7 pontos contra 6.8 da Rede Record, empatando na vice-liderança.
•	Em 11 de junho de 2016, O Sabadão marcou 7.0 pontos contra 5.9 da Rede Record, ficando na vice-liderança.
•	Em 18 de junho de 2016, O Sabadão marcou 7.3 pontos contra 7.1 da Rede Record, ficando na vice-liderança.
•	Em 25 de junho de 2016, O Sabadão marcou 6,1 pontos contra 7.2 da Rede Record, Ficando Em Terceiro Lugar.
•	Em 02 de julho de 2016, O Sabadão marcou 7.3 pontos pico de 9,4 pontos contra 6.8 da Rede Record, ficando na vice-liderança.
•	Em 09 de julho de 2016, O Sabadão marcou 6.3 pontos contra 6.6 da Rede Record, Ficando Em Terceiro Lugar.
•	Em 16 de julho de 2016, O Sabadão marcou 7.2 pontos contra 9,1 da Rede Record, Ficando Em Terceiro Lugar.
•	Em 23 de julho de 2016, O Sabadão marcou 6,9 pontos contra 7,3 da Rede Record, Ficando Em Terceiro Lugar.
•	Em 30 de julho de 2016, O Sabadão marcou 6,9 pontos contra 7,8 da Rede Record, Ficando Em Terceiro Lugar.
•	Em 06 de agosto de 2016, O Sabadão marcou 7.3 pontos contra 2.8 da Rede Record, ficando na vice-liderança.
•	Em 13 de agosto de 2016, O Sabadão marcou 7.5 pontos contra 1.7 da Rede Record, ficando na vice-liderança.
•	Em 20 de agosto de 2016, O Sabadão marcou 6.8 pontos contra 1.7 da Rede Record, ficando na vice-liderança. 
•	Em 27 de agosto de 2016, O Sabadão marcou 7,0 pontos contra 7,1 da Rede Record, Ficando Em Terceiro Lugar.
•	Em 03 de setembro de 2016, O Sabadão marcou 7,1 pontos contra 6,3 da Rede Record, ficando na vice-liderança. 
•	Em 10 de setembro de 2016, O Sabadão marcou 6,5 pontos de média, 14,3% de share e 8,5 pontos de pico contra 6,1 da Rede Record, ficando na vice-
liderança. 
•	Em 17 de setembro de 2016, O Sabadão marcou 4.4 pontos contra 7.8 da Rede Record, ficando Em Terceiro Lugar.
•	Em 24 de setembro de 2016, O Sabadão marcou 5.1 pontos contra 6.6 da Rede Record, ficando Em Terceiro Lugar.
•	Em 01 de outubro de 2016, O Sabadão marcou 5.0 pontos contra 7.7 da Rede Record, ficando Em Terceiro Lugar.
•	Em 08 de outubro de 2016, O Sabadão marcou 5.0 pontos contra 6.8 da Rede Record, ficando Em Terceiro Lugar.
•	Em 15 de outubro de 2016, O Sabadão marcou 6.1 pontos contra 6.3 da Rede Record, ficando Em Terceiro Lugar.
•	Em 22 de outubro de 2016, O Sabadão marcou 6.3 pontos contra 6.8 da Rede Record, ficando Em Terceiro Lugar.
•	Em 29 de outubro de 2016, O Sabadão marcou 6,5 pontos contra 7,2 da Rede Record, ficando Em Terceiro Lugar.
•	Em 12 de novembro de 2016, O Sabadão marcou 6,0 pontos contra 7,1 da Rede Record, ficando Em Terceiro Lugar.
•	Em 19 de novembro de 2016, O Sabadão marcou 5.8 pontos contra 8.2 da Rede Record, ficando Em Terceiro Lugar.
•	Em 26 de novembro de 2016, O Sabadão marcou 5.4 pontos contra 7.7 da Rede Record, ficando Em Terceiro Lugar.
•	Em 03 de dezembro de 2016, O Sabadão marcou 5.8 pontos contra 8.1 da Rede Record, ficando Em Terceiro Lugar.
•	Em 10 de dezembro de 2016, O Sabadão marcou 6,9 pontos contra 7,0 da Rede Record, ficando Em Terceiro Lugar.
•	Em 17 de dezembro de 2016, O Sabadão marcou 8,5 pontos de média, 18% de share e 10,5 pontos de pico e garantiu o segundo lugar isolado e Liderou 
por 36 minutos. Na mesma faixa horária, a Record registrou 7,2 pontos de média.
•	Em 24 de dezembro de 2016, O Sabadão marcou 3.6 pontos contra 4.0 da Rede Record, ficando Em Terceiro Lugar.
•	Em 31 de Dezembro de 2016, O Sabadão marcou 2,9 pontos contra 2,6 da Rede Record, ficando na vice-liderança. 
•	Em 07 de janeiro de 2017, O Sabadão marcou 6.6 pontos contra 7.8 da Rede Record, ficando Em Terceiro Lugar.
•	Em 14 de Janeiro de 2017, O Sabadão marcou 7.1 pontos contra 7.8 da Rede Record, ficando Em Terceiro Lugar.
•	Em 21 de janeiro de 2017, O Sabadão marcou 6.9 pontos contra 7.9 da Rede Record, ficando Em Terceiro Lugar.
•	Em 28 de janeiro de 2017, O Sabadão marcou 6,8 pontos contra 7.1 da Rede Record, ficando Em Terceiro Lugar.
•	Em 04 de fevereiro de 2017, O Sabadão marcou 7.2 pontos e pico de 9,2 contra 7.1 da Rede Record, ficando na vice-liderança.
•	Em 11 de fevereiro de 2017, O Sabadão marcou 6.8 pontos contra 8,4 da Rede Record, ficando em terceiro lugar
•	Em 18 de fevereiro de 2017, O Ultimo Sabadão Exibido das 21h35 à 0h24 marcou 8.5 pontos de média, 11 de pico e 17.97% de share contra 7,3 da Rede Record, ficando na vice-liderança.

## Quadros
- Tapa Na Cara
- Se Virar Tem Que Beijar
- @postando
- Jornal Do Sabadão
- Roleta Dos Microfones
- Caminho Musical'
- Prova Dos Brinquedos gigantes (Pula Pirata, Aquaplay, Genius, Cai não Cai)
- Assistente de Palco Por Um Dia
- Disputa Animal
- Invasão De Privacidade
- Desafio De Dança com Dynho Alves
- Disputa Entre Artistas
- Prova Quem Sou Eu?'
- Top Zap
- Prova Da Força